# きずな橋
きずな橋（きずなばし、クメール語: ស្ពានគីសូណា）は、メコン川を渡るカンボジアの橋でコンポンチャムにある。
カンボジア初のメコン川を渡る橋として2001年に開通した。建設費は5,600万ドルで日本政府からの援助によって賄われた。全長は1,500メートルで2002年にココンで建設された1,900mのココン橋に抜かれるまでカンボジア最長の橋だった。東西のカンボジアを道路で初めて結ぶ橋であり、建設期間は1999年から3年間だった。開通式典には約1万人の群衆が集まった。